# МаксимаТелеком
«МаксимаТелеком» — российская телекоммуникационная компания, занимающаяся созданием и коммерциализацией публичных беспроводных сетей. Оператор крупнейшей в Европе публичной сети Wi-Fi.

## История
АО «МаксимаТелеком» основано в 2004 году и долгое время было активом российского системного интегратора «Энвижн групп». В 2013 году «МаксимаТелеком» была приобретена группой частных инвесторов, во главе которой стоял бывший президент концерна «Ситроникс» Сергей Асланян. В июле того же года компания приняла участие в аукционе Московского метрополитена на право создания сети Wi-Fi и подписала контракт как единственный участник торгов.

## Проекты

### Московский метрополитен
Основными претендентами на создание и обслуживание сети в Московском метрополитене были операторы сотовой связи, входящие в «большую тройку» — МегаФон, Мобильные ТелеСистемы и Вымпелком. Доступ к инфраструктуре метрополитена был интересен компаниям для расширения зоны покрытия собственных сетей мобильной связи и интернета. Однако операторов не устраивали тарифы на прокладку кабелей и размещение базовых станций, значительно повышенные в 2011 году. В 2012 году два сотовых оператора запускали пилотные проекты по созданию сетей Wi-Fi, так и не получившие развития: МТС создавал зону покрытия в поездах Кольцевой линии, Вымпелком — в двух составах Сокольнической.
Метрополитен впервые провёл аукцион на право создания сети в декабре 2012 года. Техническое задание проекта предполагало развёртывание как сети для пассажиров, так и отдельной сети для служебного пользования; исполнитель проекта получал скидку на аренду инфраструктуры московской подземки. Компании сочли условия непривлекательными и отказались от участия в торгах. В рамках второго аукциона, состоявшегося в июне 2013 года, организатор отказался от создания служебной сети и увеличил преференции для исполнителя, но сотовые операторы оказались недовольны размером скидок. На аукцион не поступило ни одной заявки и он был признан несостоявшимся.
На третий аукцион в июле заявку отправила только «МаксимаТелеком». Метрополитен подписал 15-летний контракт с единственным участником по стартовой цене. По условиям договора компания обязалась обеспечить сетью Wi-Fi весь подвижной состав Московского метрополитена — на тот момент более 4800 вагонов; сроки окупаемости она оценила в 7 лет при затратах на проект в 1,5 миллиарда рублей.
Уже первого сентября 2013 года сеть заработала в поездах Каховской линии, 25 декабря — Кольцевой линии. Подключение Калининской и Сокольнической линий завершилось в феврале и марте 2014 года, соответственно. Компания планировала одновременный ввод в эксплуатацию сети на Люблинско-Дмитровской, Замоскворецкой, Калужско-Рижской и Таганско-Краснопресненской линиях в октябре 2014 года, но на Люблинско-Дмитровской и Замоскворецкой линиях запуск опередил график и прошёл в июле. К 1 декабря 2014 года бесплатный Wi-Fi заработал на всех линиях Московского метрополитена. Кроме того, сеть Wi-Fi также работает на станциях «Выставочная», «Деловой центр», «Улица Старокачаловская» и «Бульвар Дмитрия Донского».
Для обеспечения покрытия по всей длине линий с интервалом 450—900 метров было установлено более 900 базовых станций. Их сигнал в диапазоне 5 ГГц передаётся на плавниковые антенны на головных вагонах всех 745 поездов. От маршрутизаторов под антеннами сигнал передаётся вдоль состава на точки доступа в вагонах. Сеть автоматически перенастраивается при смене конфигурации поезда, отцеплении или присоединении вагонов. Работы по установке базовых станций проводились в ночное время, за смену рабочие прокладывали около 2-3 километров кабеля; общая протяженность линий оптоволоконной связи составила более 880 километров. Это решение обеспечивает доступ в сеть на скорости 70-100 мегабит в секунду (потенциально с помощью программного обеспечения это значение возможно увеличить до 150 Мбит/с). Пропускная способность всей сети — 30 гигабит в секунду. В сентябре 2016 компания совместно с Radwin протестировала новое решение, обеспечивающее пиковую скорость в условиях метро до 500 Мбит/с. В декабре 2016 года Московское центральное кольцо (МЦК) вошло в единую бесплатную Wi-Fi сеть MT_FREE.
В конце 2014 — начале 2015 года компания привела работу в соответствие с требованиями к идентификации пользователей, введёнными в федеральный закон № 149-ФЗ «Об информации, информационных технологиях и о защите информации» постановлением Правительства № 758 от 31 июля 2014 года, обязав пользователей авторизоваться в сети по номеру мобильного телефона. С июля 2015 года был введён альтернативный способ идентификации — с помощью учетной записи Единого портала госуслуг.
Согласно контракту с ГУП «Московский метрополитен», «МаксимаТелеком» расширяет зону действия публичного Wi-Fi как на новые перегоны метро, так и на новый подвижной состав. После полного покрытия метро сетью Wi-Fi в 2014 году компания построила сеть еще в 25 перегонах, в том числе на Большой кольцевой линии, частичный запуск которой состоялся в феврале 2018 года.
В декабре 2014 года «МаксимаТелеком» предложила операторам «большой тройки» совместный проект по организации покрытия сотовой сети на основе инфраструктуры Wi-Fi сети Московского метрополитена. Предложенное компанией решение базируется на использовании портативных базовых станций – фемтосот, устанавливаемых в вагонах метро. В мае 2016 года «МаксимаТелеком» подписала стратегическое соглашение о сотрудничестве с МТС, предполагающее реализацию первого в мире проекта по предоставлению бесшовной сотовой связи стандарта 3G на базе фемтосот. С помощью этого решения обеспечивается достаточный уровень связи, который позволяет пассажирам совершать голосовые вызовы, принимать и отправлять SMS, а также пользоваться мобильным интернетом и общаться в соцсетях в поездах.
Совместный проект является логическим продолжением формирования единого информационно-коммуникационного пространства в метрополитене. Москва лидирует в данном направлении, предоставляя пассажирам качественный сервис, которого нет ни в одном другом метрополитене мира.

### Петербургский метрополитен
В октябре 2016 года «МаксимаТелеком» выиграла второй аукцион, проведённый ГУП «Петербургский метрополитен», на создание беспроводной сети в поездах и на станциях Петербургского метрополитена.
Проектирование и строительство сети в метро Петербурга велось по декабрь 2017 года. Эксплуатация первого участка сети началась в мае 2017 года. Полный запуск сети на всех пяти линиях метро состоялся 5 декабря 2017 года. В ходе проекта было оборудовано 292 состава, 1 895 вагонов, в тоннелях установлено 400 базовых станций. Общая протяженность проложенного оптического и электрического кабеля составила 436 км.
Средняя скорость подключения поезда к сети составляет 250 Мбит/с. В настоящее время это самая быстрая в мире сеть в подвижном составе метро. Сеть позволяет выйти в интернет одновременно 200 пользователям в каждом вагоне. Строительством и эксплуатацией сети Wi-Fi в метро Санкт-Петербурга занимается дочернее предприятие «МаксимаТелеком» – ООО «МаксимаТелеком Северо-Запад». Размер инвестиций в транспортную инфраструктуру Санкт-Петербурга составляет порядка 1,3 млрд рублей.

### Прочее
В декабре 2015 года сеть MT_FREE появилась в терминале «Аэроэкспресс» на Павелецком вокзале, в апреле 2016 года — в терминале в аэропорту Шереметьево. В октябре 2016 года сеть «Аэроэкспресс» была подключена к единому Wi-Fi пространству московского транспорта MT_FREE. В настоящее время сетью также оборудованы терминалы «Аэроэкспресс» в аэропортах Домодедово, Внуково, а также на Белорусском и Киевском вокзалах. По итогам 2018 года все поезда «Аэроэкспресс», включая двухэтажные составы нового поколения производства компании Stadler, оснащены оборудованием Wi-Fi.
В январе 2016 года компания сообщила о будущем запуске сети AURA и информационно-развлекательного интерактивного портала в детском образовательном парке «Кидзания». Компания также занималась созданием сети Wi-Fi на интернет-форумах РИФ+КИБ 2015, RIW 2015 и РИФ+КИБ 2016.
В феврале 2016 года «МаксимаТелеком» выиграла конкурс на оснащение беспроводной сетью поездов Центральной пригородной пассажирской компании (ЦППК). К началу 2019 года сеть работала в 112 составах ЦППК, по итогам 2018 года ей воспользовались 11 млн раз.
В 2015 году ГУП «Мосгортранс» установил бесплатный Wi-Fi на 450 наземных остановках общественного транспорта Москвы, располагающихся около станций метро, автовокзалов, железнодорожных платформ и других объектов. В настоящее время к единой городской бесплатной Wi-Fi сети MT_FREE можно подключиться на 600 остановках. Одна точка доступа поддерживает до 50 одновременных подключений длительностью 25 минут. В конце 2015 года провайдер NetByNet, выиграл конкурс на оснащение бесплатным Wi-Fi подвижного состава городского наземного транспорта.
Осенью 2016 года «МаксимаТелеком» и NetByNet запустили единое Wi-Fi пространство MT_FREE для пассажиров метрополитена и наземного общественного транспорта Москвы c общим названием сети. В рамках проекта NetByNet устанавливает на подвижном составе ГУП «Мосгортранс» роутеры, которые работают на сетях 3G и 4G и обеспечивают функцию преобразования сигнала сотовых сетей в Wi-Fi. «МаксимаТелеком» отвечает за авторизацию пассажиров и продажу рекламы.
В настоящее время Wi-Fi оборудованием для бесплатного доступа пассажиров в высокоскоростной интернет оснащено более 8,5 тыс. автобусов, троллейбусов и трамваев ГУП «Мосгортранс», курсирующих на территории Москвы и Московской области. Городской наземный транспорт каждый день перевозит более 7 млн пассажиров. Ежемесячно к Wi-Fi сети MT_FREE на наземном городском транспорте осуществляется около 3 млн подключений. В 2018 году в наземном общественном транспорте и на остановках к единой Wi-Fi сети MT_FREE подключились около 10,4 млн пользователей, при этом совершив 18 млн интернет-сессий.
В ноябре 2016 года «МаксимаТелеком» запустила «коробочное решение» для сегмента HoReCa, первым партнёром компании стал ресторанный холдинг Novikov Group.
В декабре 2021 года "МаксимаТелеком" и Газпром-медиа создали совместной предприятие "ГПМ-Дата" для разработки перспективных продуктов с использованием искусственного интеллекта и технологий машинного обучения, а также для дальнейшего развития экосистемы услуг "Газпром-медиа".

## Мобильное приложение
В апреле 2017 года «МаксимаТелеком» запустила мобильное приложение MT Cabinet. После масштабного обновления функционала в 2018 году приложение получило название MT_FREE, аналогично названию сетей «МаксимаТелеком». Приложение доступно для бесплатного скачивания в App Store и Google Play.
В настоящее время приложение имеет следующие функции:
- подключение к Wi-Fi через авторизационное push-уведомление при ассоциации с сетями MT_FREE;
- выбор сегментов сети MT_FREE в разных видах транспорта для автоматического подключения;
- подключение услуги «Как дома» для бесшовной авторизации в сетях MT_FREE без просмотра рекламы;
- управление подпиской на услугу «Как дома», в том числе смена способа оплаты;
- возможность подарить подписку на Wi-Fi без рекламы другому пользователю;
- FAQ о работе сетей MT_FREE и форма обратной связи с технической поддержкой.

## Модель бизнеса
В Московском метрополитене компания зарабатывает на рекламных баннерах на портале wi-fi.ru (до июня 2015 года — vmet.ro), который загружается при подключении к сети и между переходами на посещаемые пользователем сайты. С мая 2015 года пользователям доступны платные тарифы, отключающие рекламные сообщения. В сентябре компания внедрила для платных пользователей «бесшовную авторизацию»: устройство подключается к сети автоматически, без необходимости открывать браузер. В феврале 2016 года заработали ограничения на доступ в сеть с устройств, использующих блокировщики рекламы — как расширения для браузеров, так и отдельные приложения.
Портал wi-fi.ru является агрегатором контента и полезных сервисов для пассажиров общественного транспорта Москвы и Санкт-Петербурга. Помимо новостей («РИА Новости», «M24», «Коммерсантъ», и др.) и статей от популярных изданий рунета (ELLE, «Моя Планета», «Вокруг ТВ») на портале размещаются интерактивные спецпроекты от «МаксимаТелеком» и рекламодателей: тесты, игры, квесты и др. Важнейшими функциями портала являются оповещение пользователей Wi-Fi в метро об изменениях в работе транспорта и трансляция важнейших городских новостей.
В октябре 2015 года «МаксимаТелеком» вместе с компанией Data-Centric Alliance запустила ориентированную на малый и средний бизнес платформу для самостоятельной покупки рекламы в сети Wi-Fi в метро — AURA Place. Система таргетирует баннерную рекламу по линиям метро и станциям, времени, предполагаемым местам работы и жительства пассажиров, а также позволяет офлайн-локациям размещать цифровую рекламу на своих посетителей. Также система имеет встроенные конструкторы баннеров.
В октябре 2018 года «МаксимаТелеком» запустила платформу AURA, — опросы пользователей при авторизации в Wi-Fi сети MT_FREE. В 2018 году было проведено более 60 опросов среди пассажиров метро Москвы и Петербурга. В среднем в каждом опросе принимает участие порядка 420 тыс. человек. Возможности платформы AURA позволяют пользователям самим предлагать темы для опросов — это можно сделать на странице aura.wi-fi.ru, нажав на кнопку «предложить вопрос». Результаты опросов размещаются на сайте платформы AURA.
По данным компании, ежедневно к сетям MT_FREE совершается порядка 2,5 млн подключений. Платной подпиской пользуется 10% активной абонентской базы. К началу 2019 года в сетях «МаксимыТелеком» прошли идентификацию порядка 37 млн устройств. По оценке «ТМТ Консалтинга», по итогам 2017 года «МаксимаТелеком» занимала 42% рынка публичного Wi-Fi в России и является лидером по доходам среди операторов публичного Wi-Fi в России.
Компания также зарабатывает на телекоммуникационных сервисах и предлагает торговым центрам аналитику по посетителям.

## Международные проекты
В мае 2018 года на Петербургском международном экономическом форуме «МаксимаТелеком» и индийская технологическая компания TechnoSatComm заключили соглашение о стратегическом партнерстве. В рамках проекта по созданию публичной сети Wi-Fi в метро Дели «МаксимаТелеком» в декабре 2018 года предоставила собственные платформы авторизации и монетизации. Это первый масштабный международный проект для российской компании по тиражированию собственных телекоммуникационных технологий.
К моменту начала сотрудничества между сторонами Wi-Fi сеть TechnoSatComm покрывала 57 из 231 станций метро Дели, но не оказывала рекламных услуг. Партнерством «МаксимаТелеком» с метрополитеном Дели предусмотрено размещение сети Wi-Fi в поездах в 2019 году. В перспективе рассматривается расширение сети Wi-Fi на всю территорию Индии.
Проведенный российской компанией аудит позволил оценить имеющиеся ресурсы и технические возможности метрополитена Дели для реализации полноценного проекта публичного интернет-пространства. Архитектура сети Wi-Fi базируется на оборудовании Cisco и Huawei и топологии «кольцо»; разработана не только для предоставления Wi-Fi пассажирам, но и для оказания услуг операторского уровня.
Такой тип архитектуры был выбран, поскольку один из планируемых сервисов – организация интернет-каналов для клиентов – предназначен непосредственно для пассажиров метрополитена.
Идентификация пользователей в метро Дели осуществляется так же, как и в России - по SMS. Для работы систем авторизации и монетизации «МаксимаТелеком» арендовала сервера в ЦОД на территории Индии. Создание собственного портала для индийских пассажиров, по аналогии с российским Wi-Fi.ru, было решено перенести на вторую фазу развития сети.
С учетом спроса на бесплатные сервисы и лояльность к рекламе, бизнес-модель проекта Wi-Fi сети в метро Дели будет похожа на модель «МаксимаТелеком» в России. Основными источниками выручки будут реклама при подключении к сети и монетизация партнерских сетей Wi-Fi вне метро. Дополнительным – сервисы цифровизации, высоко востребованные в стране в целом и в Делийском метрополитене в частности. Среди них – интеллектуальное видеонаблюдение, диспетчеризация поездов, управление движением, аналитика пассажиропотоков и показателей движения.

## Финансовые показатели
К осени 2015 года в проект было вложено более 2 миллиардов рублей. Выход на операционную окупаемость запланирован на 2016 год, возврат инвестиций в проект — до 2020 года.

## Кредитные рейтинги
В 2021 году Кредитное рейтинговое агентство НКР присвоило «МаксимаТелеком» кредитный рейтинг BBB+.ru с позитивным прогнозом. В 2022 году рейтинг был подтвержден, прогноз изменен на стабильный. В феврале 2023 года НКР подтвердило кредитный рейтинг «МаксимаТелеком» на уровне BBB+.ru со стабильным прогнозом, однако в апреле того же года НКР установило по кредитному рейтингу «МаксимаТелеком» прогноз «рейтинг на пересмотре – неопределённый прогноз»; в июле и октябре прогноз подтверждался; в декабре НКР повысило кредитный рейтинг «МаксимаТелеком» с BBB+.ru до A-.ru со стабильным прогнозом. В 2024 году НКР подтвердило рейтинг на уровне A-.ru со стабильным прогнозом.

## Собственники и руководство
Основными собственниками «МаксимаТелеком» является основатель и председатель совета директоров компании Сергей Асланян и его бизнес-партнер Алеко Крихели. 23,75% акций компании принадлежит УК «Трансфингруп».
Генеральным директором компании является Борис Вольпе.
В декабре 2021 года управляющая компания НПФ "Благосостояние" " подтвердила выкуп оператором "МаксимаТелеком" доли фонда 23,75% в самой компании за 1,27 млрд рублей.

## Награды
В 2014 году проект сети Wi-Fi в Московском метрополитене получил премию CNews Awards в номинации «Технологии в госсекторе» и премию The Moscow Times Awards в номинации Best City Improvement. В 2015 году компания стала «открытием года» Премии Рунета.
В октябре 2015 года международная ассоциация Wireless Broadband Alliance отметила проект сети в Московском метрополитене наградой как лучшую в мире публичную сеть Wi-Fi. «МаксимаТелеком» стала первой российской компанией, получившей награду ассоциации.
В феврале 2017 года «МаксимаТелеком» получила «Премию развития» за лучший инфраструктурный проект в России — создание сети бесплатного Wi-Fi в Московском метрополитене.
В 2018 году проект создания бесплатного Wi-Fi в Петербургском метрополитене получил премию «Развитие регионов. Лучшее для России». В ноябре 2018 года компания получила почетный знак Правительства Санкт-Петербурга «Инвестор года» за  создание бесплатной сети Wi-Fi в подвижном составе и на станциях Петербургского метрополитена.